# Technicien d'information médicale
Pour les articles homonymes, voir TIM.
Le technicien d'information médicale (TIM) exerce dans les établissements hospitaliers français, qu'ils soient publics / privés non lucratifs / privés lucratifs, de court séjour / moyen séjour / psychiatrie / hospitalisation à domicile.

## Missions
Les techniciens d'information médicale sont chargés, dans le cadre du PMSI et de la T2A, à l'intérieur des départements d'Information médicale, des tâches suivantes :
- codage de l'information médicale : transformation de concepts médicaux (diagnostics, actes) en codes. Exemple : K37 en CIM10 pour l'appendicite, et HHFA001 en CCAM pour l’appendicectomie. Ces informations servent de base au calcul des recettes des établissements[2],[3] ;
- contrôle et correction de l'information médicale (par exemple dans le but d'augmenter les recettes de l'établissement) ;
- analyse de l'information médicale : requêtes, simulations de changement d'activité ;
- assistance au déploiement du système d'information hospitalier.
- contribution la gestion du dossier médical.
- contribution à la gestion des archives de l'établissement.
- contribution à l'identitovigilance (détection de doublon et fusion de dossiers informatiques), etc.

## Formation
Le métier de TIM étant récent, il existe peu de formations dédiées. Pourtant, selon le ministère de la Santé, 40 % des postes de TIM sont aujourd'hui vacants, faute de professionnels suffisamment formés. On recense notamment les formations suivantes :
- le DU TIM de l'université d'Avignon (accessible bac+1 uniquement)[6] ;
- le DU TIM de l'université d'Aix Marseille (SESSTIM) ;
- la Licence professionnelle MIDIM : Management et Ingénierie des départements d'information médicale de l'Université d'Avignon (accessible bac+ VAP) ;
- le DU Information médicale de la faculté de pharmacie de l'université Lille 2 ;
- la licence professionnelle MOLIM à la faculté de pharmacie de l'université Lille 2 ;
- la licence professionnelle MOTIM à l'université de Haute Alsace à MULHOUSE (SERFA)[7] ;
- le certificat d'aptitude au traitement de l'information médicale de l'ISETIM, accessible en formation initiale au niveau bac à Lille, et en formation continue par correspondance à tous les niveaux[8] ;
- le certificat de compétences avec le CNAM et la licence professionnelle Santé, parcours Technicien de l'information médicale avec le Conservatoire National des Arts et Métiers